# (3539) Weimar
(3539) Weimar est un astéroïde de la ceinture principale.

## Description
(3539) Weimar est un astéroïde de la ceinture principale. Il fut découvert le 11 avril 1967 à Tautenburg par Freimut Börngen. Il présente une orbite caractérisée par un demi-grand axe de 2,66 UA, une excentricité de 0,16 et une inclinaison de 13,7° par rapport à l'écliptique.

## Compléments